# Colombia Vive
¡Colombia viveǃ 25 años de resistencia también conocido como Colombia Vive o ¡Colombia Viveǃ es una serie documental colombiana del 2008, producida por Mauricio Gómez y narrado por el periodista y locutor radial Julio Sánchez Cristo, con apoyo de la Revista Semana, y el canal privado Caracol Televisión. Se emitió durante 5 meses entre enero y mayo de 2008 por la cadena Caracol, y también estuvo disponible en DVD.
Cuenta 25 años de historia de Colombia, entre los años de 1982 a 2007, dividió en 5 períodos (correspondiente a 6 períodos presidenciales), uno de 5 años, y uno que contiene los 25 años abarcados. Los primeros seis episodios cuenta los hechos más importantes de la convulsionada época, mientras que el último contiene los hechos importantes más felices de la misma época. Cuenta con material de la época narrada, que sin embargo estaba inédito para la fecha de su estreno, y archivos reales de cine, televisión, radio, periódicos y artículos de la revista semana.
Se emitió completo durante la primera semana del mes de mayo de 2008, por la cadena Caracol.
Ganó el Premio Simón Bolívar de periodismo en 2008.

## Estructura
El documental se compone de 7 episodios. El primero llamado La Euforia, de 43 minutos, abarca de 1982 a 1984, el segundo, el Terror, abarca de 1984 a 1989 y también dura 43 minutos, el tercero, llamado La Lucha va desde 1989 a 1994 y dura 19 minutos, el cuarto, de 1994 a 1998 se llama La Confusión y dura 29 minutos, el quinto de 29 minutos también se llama La Ilusión y abarca de 1998 a 2002, el sexto, La Angustia abarca de 2002 a 2007 y dura 30 minutos y el último, La Alegría, es una mezcla de eventos sin orden cronológico.
El último episodio es el que se salta no tiene en cuenta un orden cronológico, como si lo tienen los primeros 6 episodios.

## Episodios

### La Euforia (1982-1984)
Se le llamó así al episodio en referencia a la sensación que producía el consumo de cocaína y al auge de dinero que percibían los narcos.
El documental inicia con la adjudicación del Premio Nobel de Literatura para Gabriel García Márquez en 1982. En ese período gobernó el conservador Belisario Betancur, primer presidente colombiano que apostó por procesos de paz para las guerrillas colombianas.
Sin embargo el tinte alegre del documental se desvanece rápidamente con los problemas que enfrentaba el país. En Colombia existían grupos guerrilleros importantesː las FARC-EP, el ELN, el EPL y el M-19. En el caso de las FARC-EP, cuyos orígenes se explican en el audiovisual, se menciona que existió cese al fuego en 1984, que se prolongó hasta 1990.
A pesar de esto, el grupo más importante de la fecha fue el M-19, del cual se mencionan sus tomas y acciones más importantes. El M-19 también estaba en diálogos de paz, incluyendo una amnistía en 1982, pero las acciones armadas del gobierno perjudican el desarrollo del proceso. Finalmente hubo un cese al fuego hasta 1985.
Paralelamente, se narra el inicio del narcotráfico en Colombia de la mano de la marihuana en los años 60, hasta el momento en que los narcotraficantes de cocaína más famosos de Colombia, se hacen populares. Es cuando aparecen en escena los mágicos, apodo que en un principio se les dio a Pablo Escobar, el Mexicano y sus socios del Cartel de Medellín. También aparecen los hermanos Miguel y Gilberto Rodríguez Orejuela con el Cartel de Cali. Escobar se hace tan rico, que crea un zoológico en su Hacienda Nápoles, y llega al Congreso en 1982.
Con la infiltración de los mágicos en la sociedad colombiana, empezó también la persecución estatal, policial y periodística, que tuvo como abanderado al ministro de Justicia Rodrigo Lara Bonilla, quien en 1984 logró expulsar a Escobar del Congreso de Colombia. Como represalia, Escobar ordena el asesinato del ministro, en abril de 1984.

### El Terror (1984-1989)
Se le llamó así por la ola de violencia que azotó al país de la mano de los narcotraficantes.
Con la muerte de Rodrigo Lara Bonilla se inaugura un nuevo episodio en la historia de Colombia. A partir de éste momento, la violencia de los narcos contra el Estado y la sociedad civil se recrudece. Son asesinados jueces, periodistas, policías, soldados, civiles, políticos y miembros del gobierno. La violencia se debió en parte a la aprobación del tratado de Extradición con Estados Unidos. Entre las víctimas estuvo el periodista Guillermo Cano y el coronel Jaime Ramírez Gómez, de la Policía Nacional de Colombia, asesinados en 1986.
Como resultado del pacto de paz o acuerdos de La Uribe de Betancur con las FARC-EP, se crea el partido  Unión Patriótica (UP), cuyos miembros, entre ellos Jaime Pardo Leal, son asesinados y perseguidos por narcotraficantes y paramilitares.
Los paramilitares surgen, de acuerdo con el audiovisual, en los años 1960, bajo el gobierno de Guillermo León Valencia. Éstos en un principio eran grupos de campesinos armados, que luchaban en contra de la guerrilla, pero luego empezaron a recibir protección y financiación del gobierno, los narcos y empresarios privados.
Ocurre la Toma del Palacio de Justicia en noviembre de 1985, dirigida por el M-19, pero que se sale de control cuando el Ejército Nacional intenta retomar el control, y termina en un incendio que mata a los miembros de la Corte Suprema de Justicia, guerrilleros y personal civil. Otros civiles son sacados del palacio y nunca más se supo de ellos.
Una semana después sucede la Tragedia de Armero, cuando el volcán Nevado del Ruíz hizo erupción y sepultó al pueblo de Armero en plena noche, causando la pérdida de vidas humanas, y destruyendo el pueblo. En 1986 el Papa Juan Pablo II visitaría el lugar y lo declararía campo santo.
En 1986 es elegido presidente el liberal Virgilio Barco. Su gobierno logra extraditar al socio de Escobar Carlos Ledher en 1987 y abatir a Gonzalo Rodríguez Gacha 'el Mexicano' en 1989.
Con la bomba al edificio Mónaco en 1988, propiedad de Pablo Escobar, comienza la guerra de los carteles de la droga, que enfrenta a Escobar y Medellín, contra los Rodríguez y Cali. En el marco de esa guerra, Escobar también ataca al estado con bombas como la del DAS o la del periódico el Espectador, secuestros como el de Andrés Pastrana y homicidios. El más impactante, el del candidato a la presidencia, el liberal Luis Carlos Galán, quien es asesinado en Soacha,cerca a Bogotá, en agosto de 1989.

### La Lucha (1989-1994)
Se le llamó así por la guerra que libró el estado colombiano contra los narcotraficantes.
Con la muerte de Galán, se perfila como favorito a la presidencia el también liberal César Gaviria, quien toma las banderas de Galán y la postre gana unas elecciones empañadas por la violencia, ya que además de Galán son asesinados Carlos Pizarro Leongómez, quien había firmado la paz del M-19 con el gobierno en marzo de 1990, y Bernardo Jaramillo Ossa de la Unión Patriótica.

### La Confusión (1994-1998)
En las elecciones de 1994, las primeras con segunda vuelta presidencial, sale elegido tras una reñida votación, el candidato liberal Ernesto Samper Pizano, pero luego se desata un escándalo sobre la infiltración de dineros calientes a su campaña a partir de los "narcocasetes" y varias personas van a la cárcel por aceptar haber tenido vínculos con el Cartel de Cali para financiar la campaña del electo presidente. Samper fue llamado a responder por el escándalo pero negó sus vínculos con el Cartel y se dedicó a defenderse, afirmando que ese dinero entró a sus espaldas. Inclusive, el ministro de Defensa Fernando Botero Zea, hijo del pintor y escultor Fernando Botero y amigo personal de Samper, renunció a su cartera al afirmar que él mismo fue cómplice en la filtración de dinero.
Durante el cuatrienio 1994-1998 el presidente se dedicó más a defenderse que a gobernar, y se armó el llamado Proceso 8000, en el cual varios implicados en el escándalo son puestos en prisión. Mientras tanto el dirigente conservador Álvaro Gómez Hurtado criticó duramente a Samper en sus columnas del periódico El Nuevo Siglo, en el cual decía que había que tumbar el régimen y no al presidente porque si este cayera llegaría alguien igual o peor y que el presidente no se cae pero tampoco puede quedarse. Días después es asesinado en cercanías a la Universidad Sergio Arboleda, su asesinato es motivo de protesta de la mayoría de los colombianos. La Iglesia no se quedó atrás, criticó al Presidente Samper en una manifestación representando los dineros del narcotráfico por medio de un elefante diciendo; sí un elefante entra en la casa uno tiene que verlo y otro personaje nefasto fue el embajador de Estados Unidos en Colombia Myles Frechette quien en parte hizo que Colombia fuera desertificada en la lucha contra las drogas y la visa de Samper es cancelada. Tras un largo juicio en el congreso, se declaró que Samper no era ni culpable ni inocente, sino precluido.
Mientras tanto los paramilitares se aglutinan a la cabeza de Carlos Castaño bajo las Autodefensas Unidas de Colombia (AUC), en 1997, decididas a limpiar a Colombia de la izquierda y la guerrilla, Castaño argumenta que las autodefensas defienden a campesinos y terratenientes del boleteo y extorsiones de la guerrilla. Y las FARC-EP quienes  después de la Operación Casa Verde en 1991, se toman varios pueblos del sur de Colombia asesinando policías y militares, además las Fuerzas Armadas Revolucionarias de Colombia - Ejército del Pueblo (FARC-EP) pasan de la guerra de guerrillas a la guerra de movimientos y usan el narcotráfico como su "canasta" para conseguir recursos para su causa, además de usar el narcotráfico, se dedican al secuestro masivo de militares, algo que tampoco hacían años atrás; como por ejemplo la toma a la base militar de Las Delicias en Putumayo. Y en el sur de Colombia la cocaína es el dinero que compra todo, es decir, que en el sur del país no ha vuelto a aparecer ni un billete y ninguna moneda, por lo tanto usan la cocaína como dinero para canjear por bienes básicos para el sostenimiento diario.
Los paramilitares siguen masacrando pueblos y provocando altos índices de desplazamiento, quedando los pueblos totalmente abandonados. Las FARC-EP se dedican a los secuestros masivos de militares y policías. Samper accede a poner la primera zona de distensión para la liberación de rehenes.
En cuanto al Cartel de Cali, sus jefes son capturados y Samper es aclamado por toda Colombia, mientras que las FARC-EP recrudecen sus acciones propinándole fuertes derrotas al Ejército Nacional y teniendo dominio en los territorios del sur del país, además incitan a los campesinos raspachines a organizar marchas para que los dejase trabajar en sus parcelas de coca y heroína, las Fuerzas militares intentan controlar las protestas por la fuerza a tal punto de no dejar que los periodistas cubran los hechos. Los distintos grupos armados ponen minas antipersona matando y dejando parapléjicos no solo a militares sino a civiles, quienes usan prótesis, sillas de ruedas o muletas, quienes a veces olvidan su dolor para nadar en los maravillosos mares de Colombia.

### La ilusión (1998-2002)
Se le llamó así por el deseo de la sociedad colombiana de alcanzar la paz, impulsado por las conversaciones del gobierno con la guerrilla. Sin embargo, no pasó de un anhelo.
Comienza con la elección del conservador Andrés Pastrana a la presidencia, quien incluso antes de posesionarse ya estaba en conversaciones con las FARC-EP para un proceso de paz. Una vez posesionado, se da inicio a los diálogos, en los que se hace evidente la falta de interés de la guerrilla, y su accionar se recrudece.
Aumenta la incursión paramilitar en el país, y los grupos regionales se unen bajo un solo mando en las Autodefensas Unidas de Colombia, dirigidas por Carlos Castaño, quienes inconformes por el proceso de paz, inician una escalada de violencia contra los guerrilleros.
En el transcurso de los diálogos de paz, Pastrana despeja cinco municipios del Meta y Caquetá, conocido como zona de distención, en la cual el ejército abandonó la zona permitiendo que se convirtiera en concentración guerrillera. Desde allí la guerrilla continuó con su accionar delictivo.
Luego de varios atentados, tomas a unidades militares, homicidios y otros eventos catastróficos, Pastrana ordena el cese de los diálogos y la retoma de la zona de distención por parte del ejército. Entre los secuestrados se encuentra Ingrid Betancourt, candidata a la presidencia y 12 diputados del Valle del Cauca.
Finalmente el periodista y humorista Jaime Garzón es asesinado en Bogotá en 1999.

### La Ansiedad (2002-2007)
El fracaso del proceso de paz catapulta el triunfo del principal crítico; Álvaro Uribe Vélez en la Presidencia de Colombia, pero la guerrilla lo recibe a balazos tras su posesión en plena Plaza de Bolívar y el ataque deja 17 personas muertas y varios destrozos en la Casa de Nariño. Uribe bajo su bandera "Mano firme, Corazón Grande" implementa el Plan Patriota, decidido a acabar con la guerrilla, a los cuales tilda de terroristas y recuperar las zonas que estaban en control de esta, promueve el turismo por medio de la seguridad. Las FARC-EP responden con el Atentando al club El Nogal. Uribe promueve además la desmovilización de los paramilitares, pero genera desconfianza y polémicamente los paramilitares ingresan al Congreso como figuras públicas y en presencia de víctimas de estos. Luego se firman los Acuerdos de Santa Fe Ralito poniendo fin a las AUC y sus líderes pagarían 8 años de prisión. Su gestión es excelente que se reforma la Constitución para ser reelegido para el periodo 2006-2010 y su guerra con la contra la subversión no tiene fin y la subversión responde con terrorismo como lo hacían Los Extraditables.
Más tarde se desatan escándalos a partir del "Computador de Jorge 40" como el DASgate (en referencia al Iran-gate y Watergate), en el que se descubre que había infiltrados de las AUC en el organismo de seguridad y la Parapolítica donde se descubre acuerdos secretos entre políticos y paramilitares y alianza entre estos para "refundar la nación". Mientras el Polo Democrático Alternativo se convierte no solo en fiscal de la situación sino en un férreo opositor del gobierno. A pesar de las desmovilizaciones y acercamientos secretos con Estados Unidos, Carlos Castaño es asesinado por orden de su hermano Vicente y enterrado en una fosa común como los miles de víctimas de las autodefensas, la detención de los líderes paramilitares, sus confesiones y sus extradiciones se convierten en una mezcla de emociones; varios celebran mientras que las víctimas aún claman justicia y las autoridades desvelan más fosas comunes; descubren más cadáveres, la mayoría con marcas de tortura (peores que en la Masacre de Tacueyó). Ha luchado contra los restantes carteles de la droga capturando a los líderes del Cartel del Norte del Valle y extradita a los Rodríguez Orejuela. Además las FARC-EP para el intercambio humanitario piden despejar dos municipios en el Valle del Cauca, pero el gobierno se niega para no repetir la amarga experiencia del Caguán. Después las FARC-EP secuestran y asesinan al exgobernador de Antioquia Guillermo Gaviria y a su asesor de paz Gilberto Echeverry junto con varios castrenses, mientras que la ciudadanía pide no rescatar militarmente, mientras en una prueba de supervivencia, Ingrid Betancourt critica fuertemente el secuestro y que el gobierno les ha dado la espalda. Los secuestrados por las FARC-EP siguen padeciendo las más estrictas medidas de cautiverio pero a la vez infrahumanas y el Intercambio Humanitario toma peso internacional. El profesor Moncayo, padre de un militar secuestrado, hace caminatas por todo el país protestando por la suerte de su hijo y más tarde los 11 diputados secuestrados son masacrados por las FARC-EP, con varias marchas, los familiares piden al grupo guerrillero la devolución de los cadáveres, los cuales son rescatados por organismos internacionales pero las FARC-EP demoran en entregar los cadáveres (luego se descubre que por pugnas internas dentro de la guerrilla, se decide asesinar a sangre fría a los diputados), mientras para el expresidente Alfonso López Michelsen el Intercambio humanitario se ha convertido en una sólida prioridad y más tarde fallece y el tema es el pan de cada día en varios países.
Además en 2005 dos secuestrados Fernando Araujo (actual canciller) y el intendente John Frank Pinchao se fugan de los lugares donde la guerrilla los tenía secuestrados. Un tiempo después son capturados dos guerrilleros de las FARC-EP con pruebas de supervivencia, entre esas pruebas esta Ingrid Betancourt demacrada junto con varios militares y demás secuestrados (rescatados en 2008 en la Operación Jaque).

### La Alegría (1982-2007)
Se le llamó así porque a pesar de los problemas en que vivía el país, siempre hubo un momento para sonreír.
A pesar de los problemas vividos en el país, Colombia ha sabido salir adelante y sonreír en cada momento. La alegría llega a todos los lugares del país. Colombia ha ganado medallas en varios sitios del mundo, ha tenido los mejores deportistas como René Higuita, Santiago Botero, Juan Pablo Montoya, María Isabel Urrutia, etc. Los mejores músicos como Juanes, Carlos Vives, Shakira, etc. Artistas como Fernando Botero, varios festivales internacionales visitan Colombia, además Colombia ha tenido las mejores telenovelas, shows y películas, se muestran unos fragmentos de Don Chinche, Dejémonos de Vainas, El show de Jimmy, El programa del millón, Sábados Felices, ¡Quac! El Noticero, Café con aroma de mujer, Pedro el escamoso, Escalona, Naturalia, Yo soy Betty, la fea, entre otras. Además en 25 años las condiciones de varios colombianos han mejorado, esos cambio se han notado y los colombianos han estado más contentos día a día.
Mientras la economía ha mejorado con la exportación del café, las flores, el petróleo en menor parte. Y los niños de Colombia que tienen sus sueños de cambiarla y de mejorarla cada vez más.

## Errores
- La Masacre de Tacueyó sucede a finales de 1985 y principios de 1986, no antes de la Toma del palacio de justicia.
- La muerte del magistrado Hernando Baquero Borda sucede el 31 de julio de 1986, a pocos días de que finalice el gobierno de Belisario Betancur.
- El magnicidio de Rodrigo Lara Bonilla sucede pocos días antes de la tregua de las FARC-EP en los acuerdos de La Uribe.
- La muerte de Jaime Garzón sucede mucho antes del rompimiento de los diálogos de paz entre el gobierno y las FARC-EP en el Caguán.
- La captura de los Rodríguez Orejuela ocurre antes de los ataques de las FARC-EP a la base de Las Delicias.
- La guerra entre los carteles de Medellín y Cali sucede después de la extradición de Carlos Lehder.
- La desmovilización del M-19 sucede en marzo de 1990.
- Las masacres paramilitares se recridecen entre 1988 y 2006, año en el que se desmovilizaron.
- Es mostrada la Revista Semana de la Masacre de Pozzeto, pero no comentada durante el documental.
- El atentado contra Aída Avella, concejala de Bogotá por la Unión Patriótica, ocurrió en 1996 y no entre 1984 y 1989, como se muestra al inicio del capítulo "El Terror".